# Mutum
Pour les articles homonymes, voir Mutum (homonymie).
Mutum est une municipalité brésilienne de l'État du Minas Gerais et la Microrégion d'Aimorés.